# Markus Heikkinen
Markus Heikkinen, född 13 oktober 1978 i Katrineholm, Sverige, är en finländsk före detta fotbollsspelare. Heikkinen spelade både som mittback och som defensiv mittfältare.

## Karriär

### Klubblag
Markus Heikkinen började spela för OPS 1996, och har även representerat TPS Åbo, MyPa och HJK i Finland. 2003 blev han utlånad till Portsmouth i tre månader, innan han skrev på för skotska Aberdeen.
Efter två säsonger gick Heikkinen till Luton Town, där han efter säsongen blev utsedd till "Årets spelare" av fansen, spelarna, i en internetomröstning samt av tidningen Luton News. Efter 76 ligamatcher för Luton flyttade Heikkinen till Rapid Wien, där han stannade i sex år och spelade 173 ligamatcher. 10 augusti 2013 lämnade han för norska IK Start, där han gjorde två mål på tio matcher. Till säsongen 2014 återvände Heikkinen till sin gamla klubb HJK.

### Landslag
Markus Heikkinen gjorde sin landslagsdebut för Finland 4 januari 2002 i en match mot Bahrain. Han kom att göra 61 landskamper fram tills att han avslutade sin landslagskarriär 26 september 2011.